# Slove. Прямо в серце
«Slove. Прямо в серце» — кінофільм режисера Юрія Стааля, що вийшов на екрани в 2011 році.

## Зміст
«SLOV » - soldieroflove. Він був солдатом честі, а став солдатом удачі. Він хотів справедливості, а став зброєю в руках корупціонерів. Він хотів любові, але любов не може бути поряд зі смертю. «SLOVE» - оперативний позивний Олексія Ронина, молодшого з трьох братів, які виросли в сім'ї військового. Керуючись загостреним почуттям справедливості, яке виховав у них батько, брати вирішили присвятити себе боротьбі зі злочинністю. Старший Григорій загинув під час операції з ліквідації каналу наркотрафіку, Сергій і Олексій вирішили продовжити справу брата. Вони стали боротися зі злочинністю під личиною МВС.

## Ролі
| Актор               | Роль            |
| ------------------- | --------------- |
| Олексій Чадов       | -               |
| Андрій Чадов        | -               |
| В'ячеслав Чічіварін | -               |
| Карина Хідекель     | -               |
| Сергій Юшкевич      | Людвіг Карлович |
| Ігор Жижикін        | -               |
| Олег Шеремет        | -               |
| Герман Стааль       | -               |
| Максим Юдін         | -               |
| Ігор Буролічев      | -               |

## Знімальна група
- Режисер — Юрій Стааль
- Сценарист — Юрій Стааль
- Продюсер — Олексій Подсохін, Кирило Балмін
- Композитор — Юрій Аляб'єв